# Малятко (журнал)
«Маля́тко» — щомісячний дитячий журнал українською мовою. Видається з 1960 року.

## Історія
Журнал був заснований в 1960 році Борисом Харчуком. Персонажами першого випуску були Котигорошко, Заєць та Сірий вовк. Головна тема — польоти до зірок. В журнал писали такі відомі особистості як Оксана Іваненко, Микола Вінграновський, Олесь Гончар, Петро Панч, Євген Гуцало, Борис Харчук, Марія Познанська, Грицько Бойко, Платон Воронько, Андрій М'ястківський, Василь Чухліб, Наталя Забіла. Спеціально на замовлення «Малятка» писав вірші Дмитро Павличко. Близько 20 років тому була заснована премія імені Наталі Забіли. Щороку до Дня захисту дітей вона вручається найкращому письменнику і найкращому художнику, які публікувалися в «Малятку». Тепер замість офіційного «щомісячний журнал ЦК ЛКСМ України для дошкільнят», на його обкладинці вказано: «щомісячний журнал для дітей», а самі Малятко та його подружка Калинка уже не мріють стати жовтенятами, не вітають дітей України з жовтневими чи травневими святами, а пропонують вивчити колядки та написати до редакції про свій славний український рід. Зараз головним редактором працює Зінаїда Лещенко.

## Сучасні автори
Прозові мініатюри пишуть Володимир Сенцовський та Іван Нікітченко, вірші — Василь Литвиненко, Володимир Верховень, Марія Пономаренко. Поезію та прозу приносять до редакції Наталка Поклад, Зірка Мензатюк, Валентина Бондаренко, Олена Полянська, Леся Мовчун та інші. В журнал пишуть також сучасні відомі українські автори, такі як Ліна Костенко, Анатолій Камінчук, Анатолій Григорук, Вадим Скомаровський, Леся Кічура, Тамара Коломієць, яка з подання «Малятка» в 2009 році стала лауреатом премії імені Лесі Українки.

## Рубрики та вміст журналу
«Малятко» пропонує загадки, розфарбовки, пісеньки з нотами, сценарії дитячих свят, кулінарні рецепти, конкурси: «Мої бабуся і дідусь», «Добра справа», «Чарівні пальчики», «Ми — маленькі українці». Традиційні рубрики: «Прочитай сам» і «Саморобка».

## Сучасність журналу

Обкладинка журналу за квітень 2022 року

Наразі тираж «Малятка» становить близько 30 000 примірників. Журнал активно проводить листування з дітьми.
|                   | ...жоден дитячий лист не залишається без уваги. Кожній дитині ми надсилаємо відповідь у фірмовому конверті, на яскравій Малятковій листівці. І коли наш читач отримує отаке персональне звернення, це для нього, та й для всієї родини, значна подія. |
| — Зінаїда Лещенко | |

Журнал знаходиться на самофінансуванні за рахунок передплати. Фінансової підтримки від держави журнал не отримує.
|                   | ...Ми свого часу просили певні інституції, які цим відають, передплатити наш журнал для дитячих садочків та бібліотек Півдня і Сходу. Та марно... |
| — Зінаїда Лещенко | |

Не зважаючи на відсутність матеріальної підтримки, кілька років поспіль редакція дарує передплати бібліотекам та дошкільним закладам, а також влаштовує найрізноманітніші акції й конкурси. Безкоштовно отримують журнал дитячі будинки — одна з традицій «Малятка».

## Тираж журналу
| Рік  | №1               | №2      | №3      | №4      | №5      | №6      | №7      | №8      | №9      | №10     | №11     | №12     |
| ---- | ---------------- | ------- | ------- | ------- | ------- | ------- | ------- | ------- | ------- | ------- | ------- | ------- |
| 1971 |                  |         |         |         |         |         |         |         |         | 640 000 |         |         |
| 1972 |                  |         |         |         |         |         |         | 640 000 |         |         |         | 640 000 |
| 1973 |                  | 640 000 |         |         |         |         | 640 000 |         |         |         |         |         |
| 1977 |                  |         |         |         |         | 851 800 |         |         |         |         |         |         |
| 1978 |                  |         |         |         |         |         |         |         | 816 000 |         |         |         |
| 1980 |                  |         |         |         |         |         |         | 762 000 |         |         |         |         |
| 1982 |                  |         |         |         |         |         |         | 680 000 | 680 000 |         | 680 000 |         |
| 1984 |                  |         |         |         |         |         | 627 500 |         |         |         |         |         |
| 1986 |                  |         |         |         | 644 800 |         |         |         |         |         | 639 000 | 638 700 |
| 1987 |                  | 644 600 |         | 651 500 |         | 666 200 | 668 300 |         | 657 700 | 654 500 | 654 300 | 654 500 |
| 1988 | 669 800          | 675 600 | 680 000 |         |         |         |         | 702 750 |         |         |         | 684 500 |
| 1989 |                  |         | 681 000 |         |         | 706 000 |         |         | 695 000 | 688 400 |         |         |
| 1990 |                  | 666 500 | 669 000 |         |         |         | 690 000 | 690 000 | 681 800 |         | 675 900 | 675 000 |
| 1991 |                  |         |         | 524 600 |         | 530 000 | 530 000 |         |         | 526 300 |         |         |
| 1993 |                  | 236 571 |         |         |         |         | 229 015 | 229 015 |         |         | 228 838 | 228 838 |
| 1994 | 50 071 (1 завод) |         | 187 825 | 183 409 |         | 184 919 |         |         |         |         |         |         |
| 1996 | 78 000           |         |         |         |         |         |         |         |         |         |         |         |
| 2008 | 35 150           | 35 100  |         |         |         |         |         |         |         |         |         |         |
| 2019 | 7 810            | 7 551   | 7 117   | 7 117   | 7 117   | 7 117   | 5 215   | 5 200   | 5 204   | 5 204   | 5 204   | 5 205   |